# Les Valls (przystanek kolejowy)
Les Valls (hiszp. Estación de Los Valles) – przystanek kolejowy w Sagunto, w prowincji Walencja, we wspólnocie autonomicznej Walencja, w Hiszpanii. Obsługuje gminy Benifairó de les Valls i Faura.
Jest obsługiwana przez pociągi linii C-6 Cercanías Valencia przewoźnika Renfe.

## Położenie stacji
Znajduje się na Walencja – Sant Vicenç de Calders w km 34,5

## Historia
Stacja została otwarta w dniu 25 sierpnia 1862 wraz z otwarciem linii Sagunto-Nules, która miała połączyć Walencję z Tarragoną. Prace zostały przeprowadzone przez Sociedad de los Ferrocarriles de Almansa a Valencia y Tarragona (AVT), który wcześniej i pod inną nazwą zdołał połączyć Walencję z Almansą. W 1889 śmierć José Campo Péreza, głównego zarządcy firmy, doprowadziła do fuzji z Norte. W 1941, po nacjonalizacji kolei w Hiszpanii, stacją zarządzał nowo utworzony RENFE.

## Linie kolejowe
- Linia Walencja – Sant Vicenç de Calders